# Костюковка (станция)
Костюко́вка — железнодорожная станция Гомельского отделения Белорусской железной дороги, на линии Гомель — Жлобин. Ближайший населённый пункт — рабочий посёлок Костюковка.

## Описание
Является узловой: на север уходит двухпутный перегон в сторону станции Лазурная, на юго-запад — однопутный на станцию Сож, на юг — двухпутный на станцию Гомель-Нечётный.
Станция расположена в 6 км к северу от Гомеля, в южной части посёлка Костюковка. К вокзалу подходят две улицы — Вокзальная и Васильевой, вдоль вокзала проходит Станционная улица.
В северной части станции 5 путей, уложенных парком трапецией. По мере продвижения к югу их число сокращается до трёх, от южной горловины уходит однопутный перегон на станцию Сож. Примерно в месте его отхода расположен остановочный пункт Ерёмино, там же расположен переезд через Линейную улицу.
От центра станции отходят на северо-запад подъездные пути к заводу Гомельстекло, на юго-восток — к заводу «Гомельагрокомплект» и на запад к заводу «Дианит».
На станции останавливаются пригородные поезда в направлении Гомеля и Жлобина. Поезда дальнего следования на станции не останавливаются.